# La Hora de los Hornos
La Hora de los Hornos es una película argentina documental de 1968 dirigida por Fernando "Pino" Solanas y Octavio Getino, integrantes en ese entonces del Grupo de Cine Liberación.
Este film está dividido en tres partes: "Neocolonialismo y violencia"; "Acto para la liberación", dividido a su vez en dos grandes momentos "Crónica del peronismo (1945-1955)" y "Crónica de la resistencia (1955-1966)"; "Violencia y liberación". El narrador es el locutor y actor Edgardo Suárez.
La película alcanzó el puesto 22 en una encuesta de las 100 mejores películas del cine argentino llevada a cabo por el Museo del Cine Pablo Ducrós Hicken en el año 2000. En una nueva versión de la encuesta organizada en 2022 por las revistas especializadas La vida útil, Taipei y La tierra quema, presentada en el Festival Internacional de Cine de Mar del Plata, la película alcanzó el puesto 6.

## Historia del filme
Esta película recién pudo ser estrenada formalmente en la Argentina en 1973, debido a la prohibición ejercida por la dictadura autodenominada Revolución Argentina. Sin embargo, para entonces ya había ganado varios premios en Europa. En 1989 fue reestrenada y en 2008 fue reeditada en una versión extendida.

## Premios
- Mostra internazionale del cinema nuovo, Pesaro -Italia 1968- Gran Premio de la Crítica.
- Festival internacional de Mannheim (R.F.A. 1968) Premio del Público, Premio FIPRESCI, Cines de Arte y Ensayo; Premio Ecuménico.
- British Film Institute Mejor film extranjero 1974; señalada por Crítica de Los Ángeles: Entre los diez mejores films de los años 70.
- Festival de Mérida (Venezuela 1968) Premio al mejor film.
- Semana de la crítica del festival de Cannes (1969)

## Listas históricas de la crítica
| Publicación   | Año  | Lista                                          | Posición | Ref.  |
| ------------- | ---- | ---------------------------------------------- | -------- | ----- |
| Sight & Sound | 2023 | TOP 250 mejores películas de todos los tiempos | 225      | [ 4 ] |